# Lakeview Estates
Lakeview Estates – jednostka osadnicza w Stanach Zjednoczonych, w stanie Georgia, w hrabstwie Rockdale.